# RPG-29
RPG-29 (ký hiệu NATO: Vampire) là một loại súng phóng lựu chống tăng không giật do Liên Xô chế tạo, sau đó Nga tiếp tục sản xuất. Nó là mẫu tiếp nối của phiên bản RPG-28 nhưng lại phổ biến hơn so với RPG-28, được đưa vào biên chế Quân đội Liên Xô từ năm 1989. Súng khá phổ biến trên thế giới, sử dụng đạn PG-29 có khả năng xuyên thủng các vỏ xe composite - bọc thép của các xe tăng, xe thiết giáp của phương Tây; hay các công trình, công sự kiên cố, vững chắc. Các mẫu tiếp theo của RPG-29 là RPG-30 và RPG-32

## Các đặc điểm và khả năng
RPG-29 là loại súng không giật, có thể lắp thêm loại ống ngắm quang học 1PN51-2. Súng có miếng ốp vác vai đằng sau tay nắm. Cỡ nòng súng là 105mm. Trọng lượng súng là 12,1 kg khi mang vác và 18,8 kg khi nạp đạn. Chiều dài tương ứng là 1m khi không có đạn và 1,85 m khi sẵn sàng.
Khi bắn, đạn bay với vận tốc 255 m/s. Tầm bắn hiệu quả là 500 mét với kính ngắm quang học (gấp đôi so với RPG-7), hoặc đạt tới 800 mét nếu được gắn hệ thống ngắm bắn quang điện tử. Thông thường súng được cất trong các hộp đựng đặc biệt và có dây đeo để dễ mang vác.
Mẫu đạn đầu tiên là PG-29 rất ít được sử dụng. Loại đạn phổ biến nhất của RPG-29 là đạn PG-29V chống tăng. Đây là loại đạn hai tầng nổ (tandem) tương tự như đạn PG-7VR của RPG-7V, có độ dài là 0,85m và trọng lượng gần 6 kg. Tầng nổ thứ nhất có kích cỡ và khối lượng thuốc nổ nhỏ hơn tầng thứ hai, có tác dụng phá hủy lớp giáp phản ứng nổ của xe tăng địch để tầng nổ thứ hai xuyên phá lớp giáp chính và tiêu diệt hoàn toàn chiếc xe tăng đó. Khi bắn, đạn được phóng bay thẳng tới mục tiêu, 8 vây nhỏ sau đuôi đạn giúp ổn định quỹ đạo bay của đạn. Khi đạn trúng mục tiêu sẽ có hai trường hợp xảy ra: 1 là lớp giáp phản ứng nổ bị bắn tung bởi tầng nổ thứ nhất của đầu đạn, rồi sau đó tầng nổ thứ hai của đầu đạn sẽ phá hủy chiếc xe tăng; 2 là lớp giáp phản ứng nổ chỉ bị móp méo hay chưa bị phá hủy hoàn toàn mà vẫn còn gắn trên chiếc xe tăng thì cũng bị nóng chảy bởi sức nóng hoặc bị hư hại nặng do đầu đạn tầng 1 rồi đầu đạn tầng 2 có nhiều thuốc nổ hơn sẽ nhận nhiệm vụ chọc thủng nốt lớp giáp ERA đã bị bắn hỏng rồi phá hủy luôn chiếc xe tăng. Đạn có thể xuyên thủng giáp phản ứng nổ ERA cùng với 650mm thép cán tiêu chuẩn, hoặc xuyên thủng 3,7m tường bê tông cốt thép.
Ngoài ra, RPG-29 còn có loại đạn TBG-29V chống bộ binh. Điểm khác biệt của loại đạn này là nó trang bị ngòi nổ và nguyên lý đạn nổ nhiệt áp nhằm gây sát thương cao nhất cho bộ binh đối phương.
RPG-29 có ưu điểm là sức công phá rất cao. Chiến thuật phổ biến của RPG-29 là tác chiến theo tổ, mỗi tổ sẽ được tổ chức tùy theo lực lượng quân đội bao gồm xạ thủ, người mang đạn kiêm nạp đạn cùng các chiến sĩ mang theo súng trường tấn công hoặc súng máy hạng nhẹ để yểm hộ. RPG-29 có khả năng gây sát thương cao ngay cả cho các loại xe tăng chiến đấu chủ lực hiện đại của Nga, có thể phá hủy hoàn toàn T-72, T-80 và gây hư hại nặng cho cả T-90. Một thử nghiệm năm 1999 của Nga cho kết quả: RPG-29 xuyên thủng được giáp trước của T-80U tại 3/5 phát bắn (xuyên cả năm lần nếu chiếc T-80 không trang bị giáp phản ứng nổ), với T-90 con số này cũng là 3/5 phát bắn.
Hoả lực mạnh, khả năng cơ động tốt, dễ chế tạo, dễ vận hành, dễ bảo dưỡng, dễ huấn luyện, chi phí rẻ, độ bền bỉ và độ tin cậy cao khiến RPG-29 là loại vũ khí chống tăng rất hiệu quả. Cho dù một chiếc xe tăng chiến đấu chủ lực có được bảo vệ tốt đến mấy, nó vẫn khó lòng tránh được nguy cơ bị tiêu diệt bởi các loại súng chống tăng cá nhân như RPG-29, đặc biệt là trong môi trường tác chiến đô thị và chiến lược chiến tranh phi đối xứng. Tính đến nay, trong tất cả xe tăng trên toàn thế giới thì gần như không một chiếc xe tăng nào có vỏ giáp đủ dày để chống lại RPG-29 mà không bị phá hủy hoặc hư hại nặng, kể cả loại tăng chủ lực được đánh giá là tốt nhất của Khối NATO là Leopard 2 của Đức cũng có thể trở thành con mồi ngon cho RPG-29.
Tuy nhiên, RPG-29 có nhược điểm là khá to và nặng (gần gấp đôi súng RPG-7). Trong khi RPG-7 chỉ cần 1 người để vận hành thì RPG-29 cần tới 2 người (1 người mang và vận hành súng, 1 người mang đạn và nạp đạn cho súng). Do vậy, vai trò của RPG-29 là súng chống tăng cấp trung - đại đội (giống như SPG-9) chứ nó không thể thay thế vai trò súng chống tăng cấp tiểu đội của RPG-7.
Hiện nay có 3 nhà sản xuất RPG-29 là Bazalt, Avibras và SEDENA. Ngoài ra, Nga đã cấp bản quyền sản xuất loại súng này cho một số nước khác như Ấn Độ, Việt Nam...

## Lịch sử
Sau sự ra đời của khẩu RPG-16, Quân đội Liên Xô đã yêu cầu phát triển dòng súng chống tăng vác vai thế hệ tiếp theo, và kết quả là sự ra đời của RPG-29. Nó được đưa vào trang bị trong Quân đội Liên Xô từ năm 1989. Tuy nhiên, số lượng sản xuất chưa lớn, vì vậy cho đến nay phần lớn bộ binh Nga vẫn tiếp tục sử dụng RPG-7 làm súng chống tăng vác vai tiêu chuẩn.
RPG-29 được xuất khẩu từ năm 1993, và được cung cấp cho một số quốc gia ở khu vực Trung Đông, châu Á và châu Mỹ. Nó đã được sử dụng để chống lại liên quân Anh - Mỹ tại Iraq năm 2003 và chống lại Israel ở Liban năm 2006.

### Chiến tranh Iraq năm 2003
Súng phóng lựu chống tăng RPG luôn là nỗi ám ảnh của xe tăng và xe bọc thép, đặc biệt ở các cuộc xung đột như Iraq, Afghanistan hay Dải Gaza.
RPG-29 đã được quân nổi dậy Iraq sử dụng để chống lại liên quân Anh - Mỹ từ năm 2003.
Năm 2007, giới chức quân sự Anh đã xác nhận rằng một chiếc xe tăng chủ lực Challenger 2 được trang bị loại giáp Chobham siêu cứng đã bị bắn trúng bởi một khẩu RPG-29. Sức nổ của viên đạn đã xuyên qua phần giáp phản ứng nổ phía trước, xuyên vào bên trong xe tăng làm một thành viên tổ lái bị mất một bàn chân, những thành viên khác bị ngạt khói và choáng do hơi nóng của vụ nổ. Tuy nhiên, do chỉ trúng 1 phát đạn nên chiếc tăng không bị hư hỏng quá nặng, nó đã được kéo về và sửa chữa lại.
Năm 2008, hãng tin The New York Times tiết lộ, một chiếc xe tăng chủ lực M1A2 Abrams của Thủy quân lục chiến Mỹ tại Iraq đã bị tiêu diệt bởi một khẩu RPG-29.
Năm 2011, tài liệu mật của Mỹ do WikiLeaks tiết lộ cho biết thêm: ngày 5 tháng 8 năm 2007, một phát bắn từ RPG-29 đánh trúng 1 chiếc M1 Abrams ở phía sau thân xe khiến 3 lính tăng bị thương. Ngày 5 tháng 9 năm 2007, một phát RPG-29 bắn trúng mặt bên tháp pháo của một chiếc xe tăng M1 Abrams ở Baghdad, khiến 2 lính tăng chết và 1 bị thương, các xe tăng trúng đạn đều bị hư hại nghiêm trọng.

### Xung đột tạiLibannăm2006
Trong cuộc xung đột, tờ báo Haaretz của Israel nói rằng RPG-29 là một trong những vũ khí chính của phiến quân Hezbollah năm 2006 mặc dù phát ngôn viên Bộ Ngoại giao Nga từ chối rằng Nga đã cung cấp vũ khí trực tiếp cho Hezbollah.
Ngay trước khi kết thúc cuộc xung đột, tạp chí quân sự Kommersant của Nga thừa nhận thông qua các nguồn tin vô danh, khả năng chuyển giao vũ khí giữa Syria và Tổ chức Hezbollah trong quá trình rút quân của Syria khỏi Liban mà Syria có sở hữu RPG-29.
Năm 2006, một chiếc xe tăng chủ lực Merkava Mk.IV của Israel - một trong những loại xe tăng được cho là có độ bảo vệ tốt nhất thế giới - đã bị phiến quân Hezbollah tiêu diệt chỉ sau 1 phát bắn bằng súng RPG-29 khiến cho tháp pháo của xe bị hất tung.

### Nội chiến Syria 2011 - nay
Quân đội Ả Rập Syria (Syrian Arab Army - SAA) vốn có một số lượng tương đối súng và đạn chống tăng RPG-29. Trong cuộc xung đột với các lực lượng đối lập và Hồi giáo cực đoan nổ ra năm 2011, một số khẩu RPG-29 đã rơi vào tay quân nổi dậy Syria (FSA) và họ đã sử dụng chúng để tiêu diệt một số lượng lớn xe tăng T-54/55, T-62 và T-72 của SAA.

## Các quốc gia sử dụng

### Hiện tại
- Nga
- Bulgaria
- Iraq
- Iran
- Mexico
- Pakistan
- Ấn Độ
- Syria
- Ukraine
- Việt Nam

### Từng sử dụng
- Tiệp Khắc
- Đông Đức
- Liên Xô
- Croatia